# Dresslerella sijmiana
Dresslerella sijmiana är en orkidéart som beskrevs av Carlyle August Luer. Dresslerella sijmiana ingår i släktet Dresslerella och familjen orkidéer.
Artens utbredningsområde är Ecuador. Inga underarter finns listade i Catalogue of Life.